# Tanatori de Navarcles
El Tanatori de Navarcles és un edifici del municipi de Navarcles (Bages) que forma part de l'Inventari del Patrimoni Arquitectònic de Catalunya.

## Descripció
Edifici de planta rectangular. La part inferior, fins gairebé un metre, és construïda amb carreus de pedra i la resta és de maó arrebossat. L'estructura és molt senzilla i adaptada a l'ús de l'edifici. Té una gran nombre d'obertures rectangulars, a sobre el portal hi ha una finestra termal d'arc rebaixat. La part més interessant de l'edifici és la coberta feta a doble vessant força pronunciat, trencada a la façana per una nova inclinació sobre el portal. El carener està ornamentat amb un petit pinacle. Sota la teulada hi ha cabirons ornamentals que trenquen la monotonia del ràfec.

## Història
L'any 1922 l'ajuntament ja tenia intenció de fer un escorxador municipal i es començaren a fer les primeres diligències. L'any 1927 es fa una subhasta pública per tal d'adjudicar la construcció de l'escorxador. L'obra serà encarregada a l'arquitecte Xavier Turull.
Va funcionar fins als anys 80 quan els nous reglaments sanitaris obligaven a fer-hi reformes difícils d'assumir. El local va quedar abandonat durant un bon temps fins que el 1999 es va treure a concurs l'ús del local i s'hi va fer un tanatori. 